# Isla de Aves (Eslovaquia)
La isla de Aves (en eslovaco: Vtáčí ostrov) es una pequeña isla fluvial (6,86 ha), situado en el sitio conocido como Hrušovská zdrž (2518 ha), que forma parte de la reserva de Gabčíkovo, al suroeste de la localidad de Samorin. La isla fue construida al mismo tiempo que las presas de Gabčíkovo-Nagymaros, en el río Danubio y coma 
una compensación en el lugar por la destrucción de los bosques inundados por el Danubio. La isla es parte de la propuesta de zonas de especial protección Dunajské luhy donde quieren protegerse las aves acuáticas. Las aves de cría más importante son la gaviota del Mediterráneo (Larus melanocephalus), que se cría en Eslovaquia sólo en este lugar y la archibebe (Tringa totanus), que se cría en el oeste de Eslovaquia sólo aquí. La entrada de turistas está prohibida durante la temporada de cría y de invierno.